# Front pionnier
Un front pionnier est un mécanisme d'extension des superficies cultivées poursuivant un triple objectif d'augmentation de la production agricole, de meilleures répartitions des densités et de contrôle des marges du territoire. Les fronts pionniers les plus connus se situent sur l'île de Sumatra, en Nouvelle-Guinée occidentale, en Amazonie ou encore en Indonésie. Des fronts pionniers existent en dehors de la zone intertropicale, par exemple dans les espaces arctiques en raison du changement climatique, mais lesgéographes estiment que dans ce cas il vaudrait mieux parler d'archipels pionniers. 

## Causes et conséquences des fronts pionniers

Exemple de front pionnier : l'Amazonie.

Les fronts pionniers peuvent être des échappatoires à la réforme agraire, comme au Brésil : « que les hommes sans terre aillent sur les terres sans hommes » déclarait en 1970, le chef de la dictature militaire, Emílio Garrastazu Médici.
Les terres concernées sont considérées comme vides. Rien n'est prévu pour la prise en compte des éventuelles populations de chasseurs-cueilleurs, qui se trouvent décimées par le contact avec les virus, quand elles ne sont pas tout simplement passées par les armes.
Les conséquences sont en outre souvent très lourdes (appauvrissement biologique, érosion) pour un bénéfice souvent décevant (sols impropres à la culture devenant vite incultes). Sans un coûteux soutien de l'État, les colons végètent et partent défricher plus loin quand les terres s'épuisent.
Vital, véritable soupape démographique dans le cas indonésien, le front pionnier est donc beaucoup plus contestable dans le cas brésilien, puisqu'il contribue à propager un modèle d'agriculture qui gaspille l'espace et entretient les inégalités, le modèle du latifundium. De gigantesques exploitations ont vu le jour et contribuent à l'excédent commercial du Brésil, mais la faim demeure dans le Nordeste. Globalement, le déclin démographique des fronts pionniers souligne l'échec de la politique de l'État brésilien.
Au-delà des incertitudes sur les chiffres, l’importance du recul de la forêt amazonienne n’est plus à démontrer. Au total, en 2000, 590 000 km2 , soit 13 % du massif, ont été défrichés (plus que la superficie de la France). L’ampleur des zones déboisées est due à l’extension du pastoralisme et des cultures (soja, palme, café…), d’ailleurs peu adaptées à des sols pauvres, acides, naturellement peu fertiles, et à des pluies abondantes. La fertilité des sols mis en culture diminue rapidement. Les rendements faibles et la dégradation des pâturages (malgré un élevage très extensif) contribuent à la déforestation, les agriculteurs et éleveurs recherchant sans cesse de nouvelles terres.